# Hauerita
La hauerita es un mineral de la clase de los minerales sulfuros, y dentro de esta pertenece al llamado "grupo de la pirita". Fue descubierta en 1846 en una mina cerca de Banská Bystrica (Eslovaquia), siendo nombrado así en honor de dos geólogos austriacos: Joseph R. Hauer y Franz R. Hauer que la estudiaron.

## Características químicas
Es un sulfuro simple de manganeso, aunque es frecuente que lleve como impurezas hierro y silicio. El grupo de la pirita en el que se encuadra son todos sulfuros simples de un metal y sistema cristalino cúbico.

## Formación y yacimientos
Es un mineral formado a baja temperatura, comúnmente asociado con aguas solfatáricas en zona volcánica y con depósitos de sales marinas, depósitos de arcilla rica en azufre y a partir de rocas extrusivas descompuestas. El hábito suele ser granular masivo cuando se encuentra en granito, mientras que en el resto de rocas suele tener cristales de caras bien formadas.
Suele encontrarse asociado a otros minerales como: azufre nativo, rejalgar, yeso o calcita.